# Arkitektens Forlag
Arkitektens Forlag er et dansk forlag, som udgiver tidsskrifter og bøger om arkitektur.
Forlaget er etableret 1949 som en erhvervsdrivende fond med det formål "at fremme bygningskunstens og den danske arkitektstands anseelse". I 1992 fik Arkitektens Forlag F. Hendriksen Medaljen, som uddeles af Forening for Boghaandværk.
Forlaget udgiver Arkitekten, Arkitektur DK, Landskab og Nordic.